# Caeruleuptychia umbrosa
Espèce
Caeruleuptychia umbrosa est une espèce de papillons de la famille des Nymphalidae et de la sous-famille des Satyrinae et du genre Caeruleuptychia.

## Dénomination
Caeruleuptychia umbrosa a été décrit par l'entomologiste Arthur Gardiner Butler en 1870, sous le nom initial d' Euptychia umbrosa.

## Écologie et distribution
Caeruleuptychia umbrosa est présent en Équateur et au Pérou.

### Protection
Pas de statut de protection particulier